# 马鸣乡 (曲靖市)
马鸣乡，是中华人民共和国云南省曲靖市马龙区下辖的一个乡镇级行政单位。

## 行政区划
马鸣乡下辖以下地区：
马鸣社区、新楼房村、密郎村、瓦窑村、咨卡村、挪地村和永胜村。

## 中国传统村落
2013年8月，咨卡村被评为第二批中国传统村落。